# Vladimir Turchinsky
Vladimir Yevgenyevich Turchinsky (em russo: Владимир Евгеньевич Турчинский) (Moscou, 28 de setembro de 1963 - Moscou, 16 de dezembro de 2009) foi um fisiculturista, empresário, ator, cantor e apresentador de televisão e rádio russo.